# 小港庄

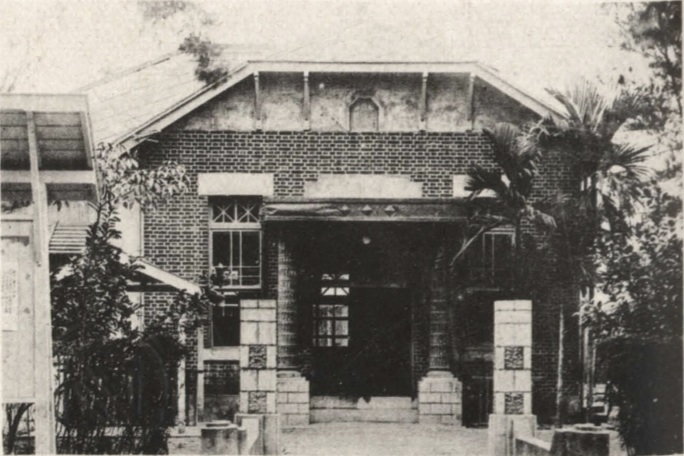
小港庄役場

小港庄，為1920年－1945年間存在之行政區，轄屬高雄州鳳山郡。今高雄市小港區。1934年時約有人口15,540人。

## 沿革
1920年，臺灣總督府原訂名「港子庄」，後改為小港庄，原因是「子」、「小」兩字在日語中訓讀相同之故。

## 街庄原名
原屬
- 鳳山下里之草衙庄、佛公庄、港仔墘庄、二苓庄、大人宮庄、店仔後庄、鹽水港庄、中林仔庄、鳳鼻頭庄、大林蒲庄、紅毛港庄
- 鳳山上里之中大厝庄、空地仔庄、中廍庄、大坪頂庄、二橋庄
  - 港仔墘庄改稱小港[3]

## 行政區劃
轄域內分為小港、二苓、大人宮、店子後、塩水港、中林子、鳳鼻頭、大林蒲、紅毛港、中大厝、空地子、莿葱脚、中廍、大坪頂、二橋、草衙、佛公十七個大字。後來草衙與佛公兩個大字在1940年10月1日因高雄市擴大行政區而改歸高雄市所有，之後小港庄維持轄有十五個大字的情況到日治時期結束:49。